# Little Black (Wisconsin)
Little Black es un pueblo ubicado en el condado de Taylor en el estado estadounidense de Wisconsin. En el Censo de 2010 tenía una población de 1.140 habitantes y una densidad poblacional de 12,75 personas por km².

## Geografía
Little Black se encuentra ubicado en las coordenadas 45°4′17″N 90°21′57″O / 45.07139, -90.36583. Según la Oficina del Censo de los Estados Unidos, Little Black tiene una superficie total de 89.39 km², de la cual 89.36 km² corresponden a tierra firme y (0.03%) 0.03 km² es agua.

## Demografía
Según el censo de 2010, había 1.140 personas residiendo en Little Black. La densidad de población era de 12,75 hab./km². De los 1.140 habitantes, Little Black estaba compuesto por el 97.28% blancos, el 0.09% eran afroamericanos, el 0.18% eran amerindios, el 0.26% eran asiáticos, el 0% eran isleños del Pacífico, el 2.02% eran de otras razas y el 0.18% pertenecían a dos o más razas. Del total de la población el 2.28% eran hispanos o latinos de cualquier raza.